# Rosenhof (Wörnitz)
Rosenhof ist ein Gemeindeteil der Gemeinde Wörnitz im Landkreis Ansbach (Mittelfranken, Bayern). Rosenhof liegt in der Gemarkung Wörnitz.

## Geografie
Die Einöde liegt an einem rechten Zufluss des Morrieder Bachs, der ein rechter Zufluss der Wörnitz ist. Ein Anliegerweg führt zur Kreisstraße AN 5 (0,2 km östlich), die über Morrieden nach Wörnitz (0,6 km nordöstlich) bzw. nach Bösennördlingen führt (0,3 km südwestlich).

## Geschichte
Mit dem Gemeindeedikt (frühes 19. Jahrhundert) wurde Rosenhof dem Steuerdistrikt und der Ruralgemeinde Wörnitz zugewiesen.

### Einwohnerentwicklung
| Jahr      | 001818 | 001840 | 001861 | 001871 | 001885 | 001900 | 001925 | 001950 | 001961 | 001970 | 001987 |
| Einwohner | 9      | 11     | 8      | 9      | 0      | 7      | 7      | 10     | 5      | 8      | 6      |
| Häuser    | 2      | 1      |        |        | 1      | 1      | 1      | 1      | 1      |        | 1      |
| Quelle    | [ 7 ]  | [ 8 ]  | [ 9 ]  | [ 10 ] | [ 11 ] | [ 12 ] | [ 13 ] | [ 14 ] | [ 15 ] | [ 16 ] | [ 1 ]  |

## Religion
Der Ort ist seit der Reformation evangelisch-lutherisch geprägt und bis heute nach St. Martin (Wörnitz) gepfarrt. Die Einwohner römisch-katholischer Konfession sind nach Kreuzerhöhung (Schillingsfürst) gepfarrt.